# إينوك تانر ويكهام
إينوك تانر ويكهام (بالإنجليزية: Enoch Tanner Wickham)‏ هو نحات أمريكي، ولد في 1883، وتوفي في 1970.